# Museum Walzengravieranstalt Guntramsdorf

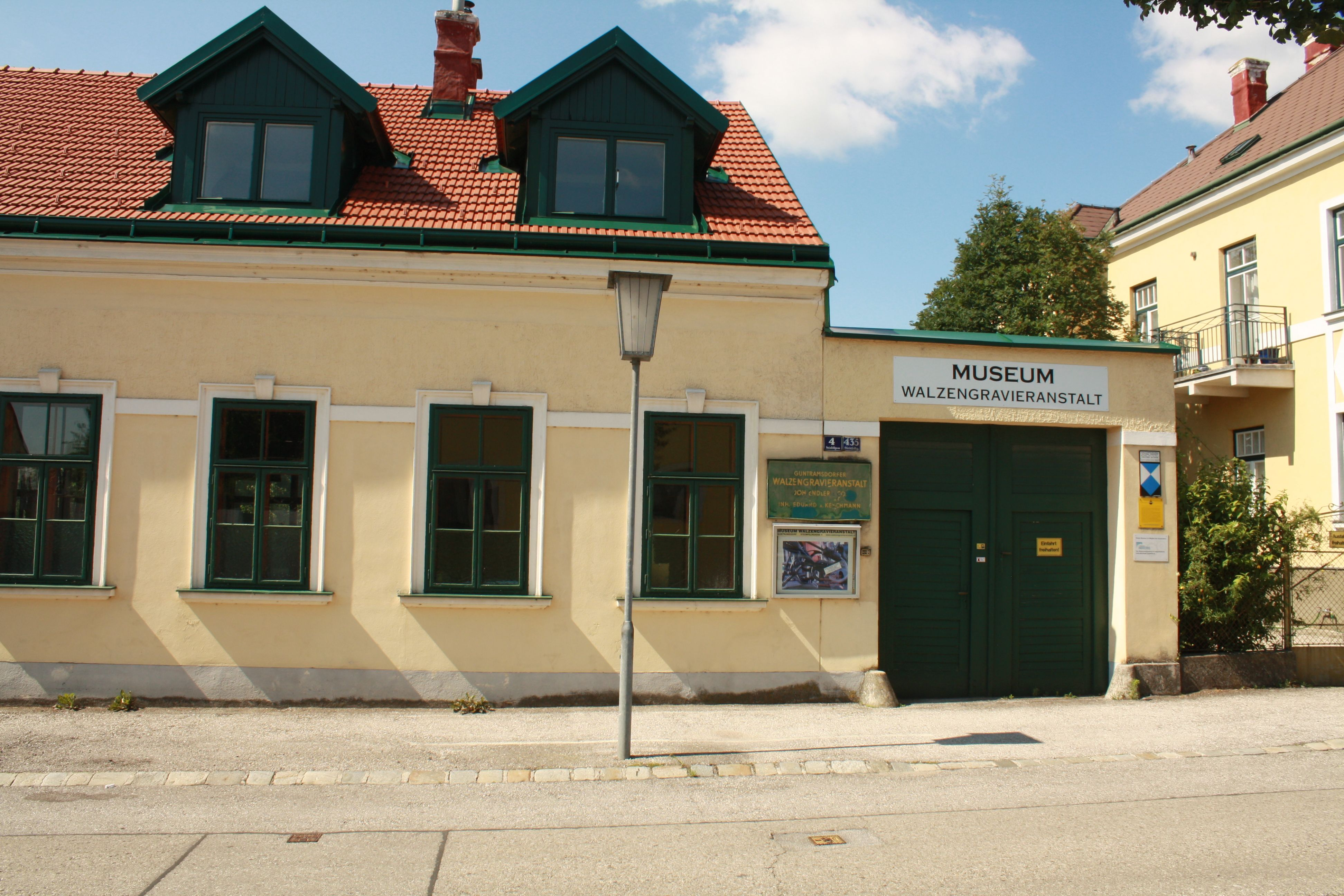
Denkmalgeschütztes Gebäude des Museums

Das Museum Walzengravieranstalt Guntramsdorf ist ein Industriemuseum in Guntramsdorf in Niederösterreich.
Das Museum ist in der ehemals einzigen Walzengravieranstalt Österreichs eingerichtet, die 1986 geschlossen und 1989 als Museum eröffnet wurde.

## Geschichte des Unternehmens

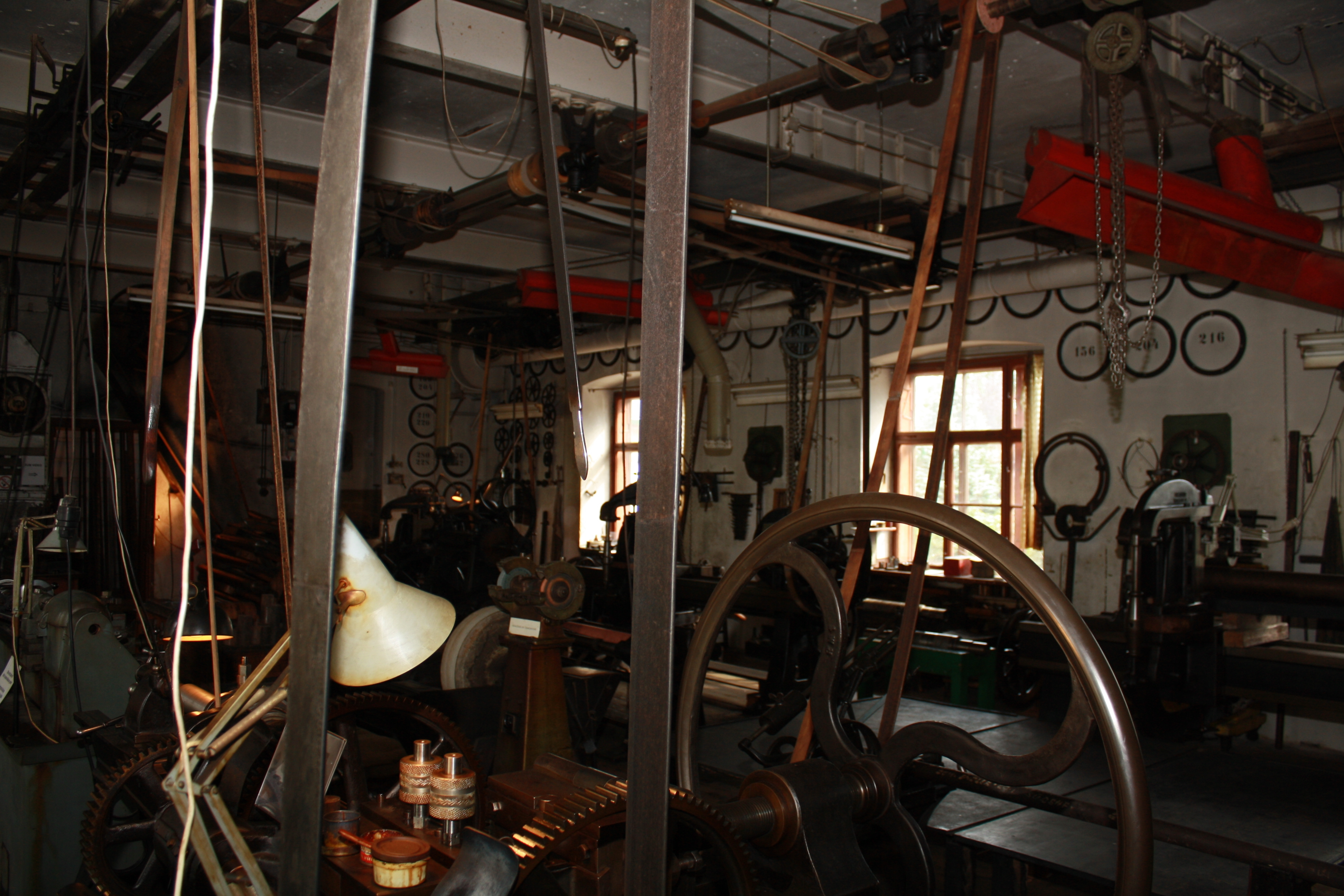
Maschinenhalle des Museums

In die bereits einige Jahre bestehende Gravieranstalt kaufte sich der 1911 aus Warnsdorf im heutigen Tschechien zugewanderte Johann Endler ein. Das exakte Alter der Anstalt ist nicht bekannt. Endler war gelernter Graveur und betrieb schon in Warnsdorf eine Gravieranstalt. Die zwei deutschen Teilhaber zahlte er in den folgenden zwei Jahrzehnten aus.
Kunden der Gravieranstalt waren die benachbarte Druckfabrik genauso, wie die zahlreichen Textil- oder Papierfabriken. Auch die Herstellung von Metallfolien oder die beginnende Kunststoffindustrie benötigte diese handgravierten Walzen. Die Herstellung der bis zu zwei Meter langen Druckwalzen erforderte bei allen Arbeitsschritten hohe Präzision, weil schon geringe Ungenauigkeiten die Arbeit von mehreren Tagen zunichtemachen konnten. In der Zwischenkriegszeit waren 20 bis 25 Mitarbeiter beschäftigt, die Kunden in ganz Europa belieferten.
Während des Zweiten Weltkrieges weigerte sich Endler, den Betrieb auf Kriegsmaterialherstellung umzustellen und so musste er den Betrieb an eine deutsche Firma verpachten.
Bis in die 1950er Jahre führte Johann Endler den Betrieb, bis ihn der bereits vor dem Krieg mitarbeitende Schwiegersohn Eduard Keschmann weiterführte.
Neue Gravurtechniken und großflächige modebedingte Textildrucke führten aber zu einem langsamen Ende des Unternehmens, da die Handgravur nicht mehr konkurrenzfähig war. Für die Umstellung auf Fotogravur waren die finanziellen Mittel zu hoch. So blieb nur mehr die Herstellung von Prägewalzen. Die letzten zehn Jahre pachtete noch der letzte Graveur den Betrieb. 1986 musste er aber den Betrieb  schließen.

## Der Betrieb als Museum
Der Betrieb wurde in seinem Zustand als Ganzes unter Denkmalschutz gestellt und wurde 1989 als Museum im Museumsnetzwerk abenteuerINDUSTRIE eröffnet. Einerseits zeigt das Museum die Arbeitsbedingungen alter Drehmaschinen und Transmissionen, andererseits bietet das Museum aber auch künstlerische Installationen und Performances.